# Универзитет Висконсина (Медисон)
Универзитет Висконсина (енгл. University of Wisconsin–Madison) је државни универзитет у Медисону. Основан када је Висконсин стекао државност 1848. године, званични је државни универзитет у Висконсину и водећи кампус система Универзитета Висконсин. Први је државни универзитет основан у Висконсину, као и најстарији и највећи државни универзитет у овој савезној држави.